# Rompe
«Rompe» es el primer sencillo del álbum Barrio Fino En Directo. 

## Recepción
Este sencillo se posicionó rápidamente en los primeros lugares de varias listas llegando a estar 15 semanas consecutivas en primer lugar de la lista Hot Latin Tracks de la revista Billboard, convirtiéndola en la canción con más semanas en este puesto de la lista durante el año 2006. En Hot 100 de la misma revista logró estar en el 12º lugar. En un principio, se pensó que este tema iba a formar parte del álbum "Barrio Fino". 
Tuvo ventas de 1 millon en Estados Unidos en 2006 que fueron Certificado por la RIAA. Fue la Canción Latina más descargada del 2006 en Estados Unidos según Billboard.

## Información

### Remix
El «sencillo» tuvo tanta demanda que se hizo un Remix de esta misma con los raperos G-Unit (Lloyd Banks & Young Buck) aunque este Remix no estuvo en muchas de las listas lo hizo más popular en Estados Unidos y le ayudó a conocer a varias personas tales como 50 Cent, Dr. Dre, Eminem y Tony Yayo. Así mismo con Nelly Furtado pero en este Remix el vídeo fue eliminado porque Furtado no podía aparecer en el videoshoot y además, De La Ghetto hizo una versión junto con Daddy Yankee en los Premios Lo Nuestro de 2019.

## Video musical
El video oficial fue filmado en un depósito de chatarra en Estados Unidos, y fue grabado por Jessy Terrero & Carlos Pérez bajo la distribución de HHH Artist de UMG e Interscope Records. Se basaba en la destrucción de objetos sin uso y la energía que provoca la canción, luego se ve a Yankee en un plató donde canta mientras Bailarines bailan y aparecen sus productores.

## Controversia
Hubo mucha controversia por una supuesta niña fantasma que aparece en el vídeo lo claro es que después el director Jessy Terrero aclaró que era la hija de una de las bailarinas que era muy fanática de Daddy Yankee.

## Sencillo en CD

### Lista de canciones
| N.º | Título                                                                            | Duración |  |
| 1.  | «Rompe»                                                                           | 3:10     |  |
| 2.  | «Rompe (Remix)» (Featuring Lloyd Banks & Young Buck)                              | 3:32     |  |
| 3.  | «Rompe (A capela)»                                                                | 2:42     |  |
| 4.  | «Rompe (Remix internacional)» (Featuring Nelly Furtado, Lloyd Banks & Young Buck) | 3:33     |  |
| 5.  | «Rompe (instrumental)»                                                            | 3:10     |  |
| 6.  | «Rompe (Sangre nueva remix)» (Miguelito)                                          | 3:10     |  |
| 7.  | «Rompe (Lost versión)»                                                            | 2:45     |  |
| 8.  | «Rompe (MTV Live)» (Featuring Busta Rhymes & Lloyd Banks)                         | 3:50     |  |
| 9.  | «Rompe (Clean Lyrics)»                                                            | 3:10     |  |
| 10. | «Rompe (Premios Lo Nuestro 2019)» (De La Ghetto)                                  | 0:59     |  |

## Créditos
- Escrita por: Daddy Yankee & Colombo
- Producida por: DJ Urba, Monserrate & Sammy Fisher
- Scratch por: Jose Martínez

## Posiciones
| Listas (2005–06)                   | Puestos |
| ---------------------------------- | ------- |
| German Singles Chart               | 64      |
| US Billboard Hot 100               | 24      |
| US Billboard Mainstream Top 40     | 19      |
| US Billboard Hot R&B/Hip-Hop Songs | 89      |
| US Billboard Hot Latin Songs       | 1       |
| US Billboard Latin Pop Airplay     | 39      |

## Certificación
| País certificador     | Certificación | Ventas    |
| --------------------- | ------------- | --------- |
| Estados Unidos (RIAA) | Platino       | 1 000 000 |